# Флаги Чукотского автономного округа
Список флагов муниципальных образований Чукотского автономного округа Российской Федерации.
На 1 января 2015 года в Чукотском автономном округе насчитывалось 45 муниципальных образований: 1 городской округ, 6 муниципальных районов, 7 городских поселений и 31 сельское поселение.

## Флаги городских округов
| Флаг       | Официальное название           | Дата утверждения | Номер в ГГР |
| ---------- | ------------------------------ | ---------------- | ----------- |
|            | Флаг городского округа Анадырь | 14 октября 2005  | 2026        |
| нет данных | Флаг городского округа Певек   |                  |             |

| Флаг       | Официальное название                 | Дата утверждения | Номер в ГГР |
| ---------- | ------------------------------------ | ---------------- | ----------- |
|            | Флаг Провиденского городского округа | 27 декабря 2010  |             |
| нет данных | Флаг городского округа Эгвекинот     |                  |             |

## Флаги муниципальных районов
| Флаг       | Официальное название                    | Дата утверждения | Номер в ГГР |
| ---------- | --------------------------------------- | ---------------- | ----------- |
|            | Флаг Анадырского муниципального района  | 10 апреля 2009   | 3969        |
| нет данных | Флаг Билибинского муниципального района |                  |             |

| Флаг | Официальное название                  | Дата утверждения | Номер в ГГР |
| ---- | ------------------------------------- | ---------------- | ----------- |
|      | Флаг Чукотского муниципального района | 7 сентября 2012  | 7981        |

## Упразднённые флаги
| Флаг | Наименование                           | Дата утверждения | Дата отмены    |
| ---- | -------------------------------------- | ---------------- | -------------- |
|      | Флаг Анадырского муниципального района | 13 февраля 2008  | 10 апреля 2009 |
|      | Флаг Чукотского муниципального района  | 25 января 2010   | 6 мая 2011     |